# Cydia amplana

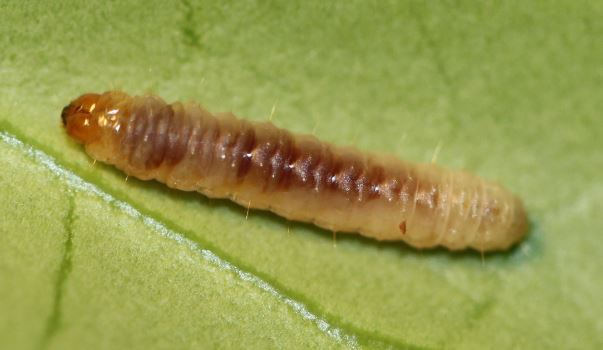
Raupe

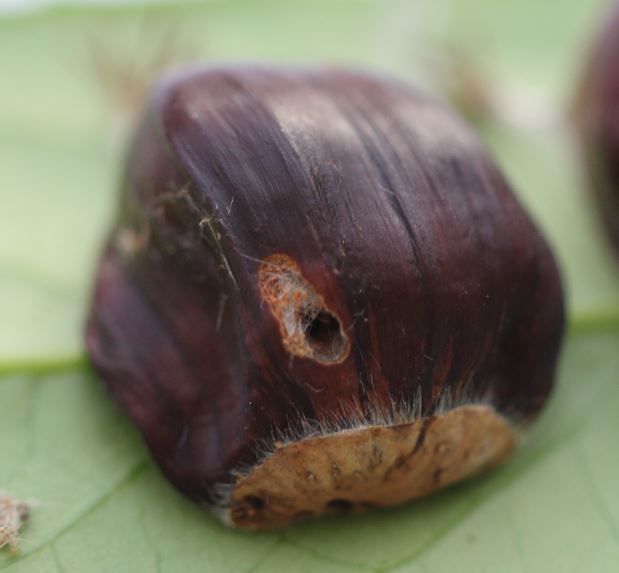
Bohrloch der Raupe an der Frucht einer Edelkastanie

Cydia amplana, auch als Kastanienwickler bekannt, ist eine Schmetterlingsart aus der Familie der Wickler (Tortricidae).

## Merkmale
Die Schmetterlinge erreichen eine Flügelspannweite von 13–20 mm. Die Vorderflügel besitzen größere rosa oder rostfarbene Flächen. Markant für die Falter ist ein dunkler Fleck an der äußeren Hinterkante der Vorderflügel.
Die Raupe von Cydia amplana lässt sich im letzten Stadium aufgrund ihrer rosa Färbung von der des Späten Kastanienwicklers (Cydia splendana), die weißlich gefärbt bleibt, unterscheiden.

## Verbreitung
Cydia amplana ist in Europa weit verbreitet. In Richtung Osten reicht das Vorkommen der Art bis nach Kleinasien und in den Kaukasus. Cydia amplana wurde 1990 erstmals auf den Britischen Inseln beobachtet. Seitdem kommt es dort in manchen Jahren im August, abhängig von den Wetter- und Windverhältnissen, zu einem Zuzug von Schmetterlingen dieser Art.

## Lebensweise
Die ausgewachsenen Schmetterlinge fliegen gewöhnlich von Anfang Juli bis Ende August/Anfang September. Hauptflugzeit ist der August. Die Falter fliegen hauptsächlich in der Abenddämmerung und werden von Lichtfallen angelockt.
Die Raupen entwickeln sich in den Früchten verschiedener Laubbäume, darunter Hasel (Corylus), Walnuss (Juglans), Edelkastanie (Castanea), Buchen (Fagus) und Eichen (Quercus).
Dazu bohren sie sich hauptsächlich in herabgefallene, am Boden liegende Früchte und fressen das Fruchtfleisch. Die geschlüpften Raupen bohren sich meist im September in die Früchte und verlassen diese wieder Ende Oktober. Die Raupen verpuppen sich im Boden und überwintern als Puppe.
In einer Studie zu Cydia amplana und Cydia splendana wurde festgestellt, dass die überwiegende Schadwirkung an Eicheln von Cydia splendana verursacht wurde. In manchen Ländern gilt Cydia amplana als Schädling von Edelkastanien.

## Taxonomie
Es gibt folgende Synonyme:
- Carpocapsa amplana (Hübner, 1799)
- Carpocapsa molybdana (Constant, 1884)
- Tortrix amplana Hübner, 1799